# Gau Schwaben

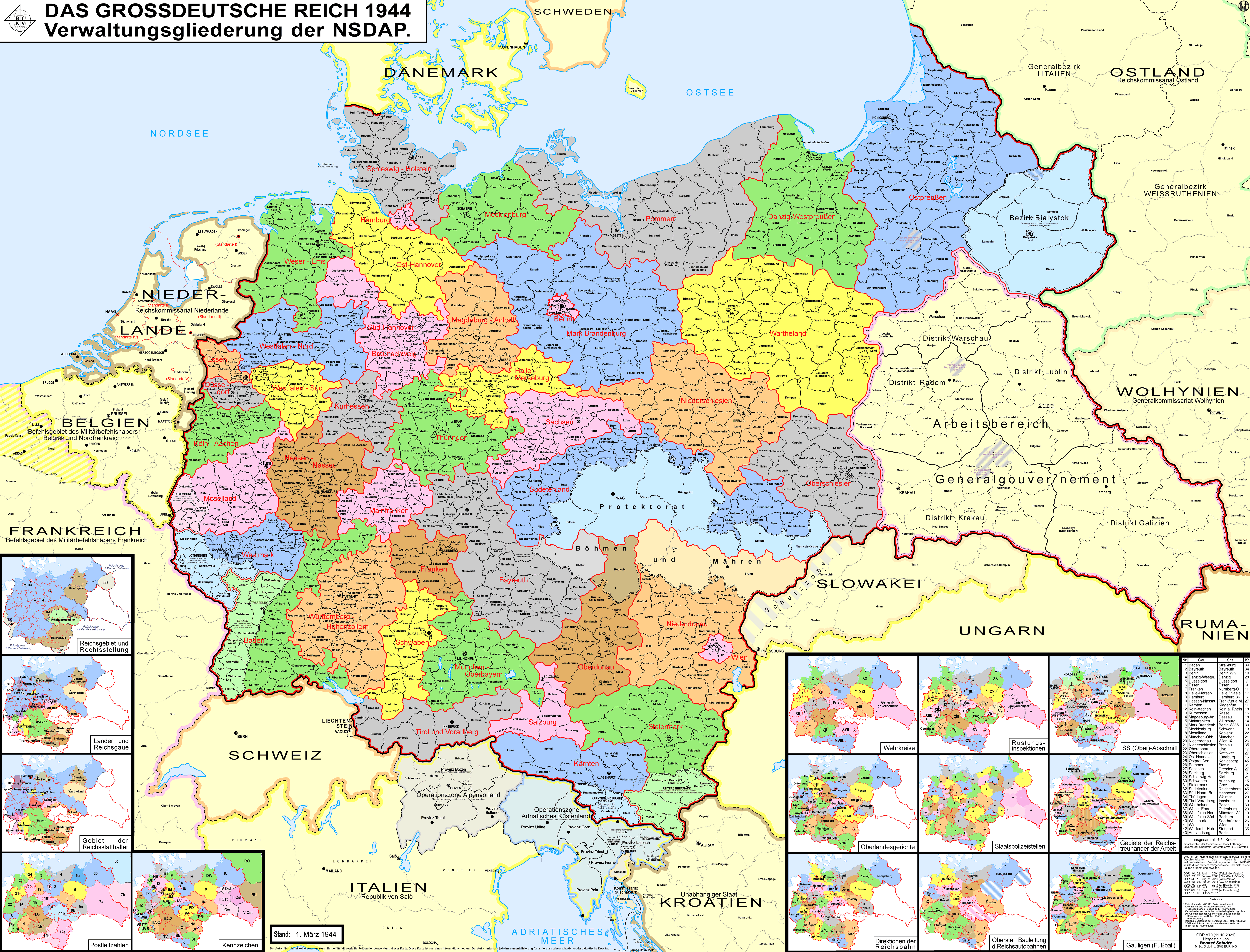
Gaue des Deutschen Reiches 1944

Der Gau Schwaben war eine Verwaltungseinheit der NSDAP, der von 1928 bis 1945 bestand.

## Geschichte und Struktur
Das Territorium des Parteigaus war deckungsgleich mit dem bayerischen Regierungsbezirk Schwaben. Es gab Bestrebungen, den Gau Schwaben um das württembergische Oberschwaben (und später das österreichische Vorarlberg und Außerfern) zu erweitern, zu einer Umsetzung dessen kam es jedoch nie.
Der Gauleiter war vom 1. Oktober 1928 bis Mai 1945 Karl Wahl MdR, der innerhalb von fünf Jahren 850 NSDAP-Ortsgruppen im Gau gründete. Seit 1934 war Wahl zugleich Regierungspräsident unter dem bayerischen Reichsstatthalter Ritter von Epp.
Wahls Gaupolitik war auf den Erhalt der Eigenständigkeit gegenüber dem dominanten Gau München-Oberbayern gerichtet. Ein im September 1933 gegründeter Verband zur Förderung und Pflege schwäbischer Kultur unter Gaukulturamtsleiter Heinz Zwisler aus Augsburg sollte dies im regionalen Geschichtsbewusstsein verankern. Ab 1936 übernahm das Propagandaamt unter Richard Knussert aus Kempten diese Funktion. Bereits 1931 organisierte Wahl den ersten „Judenboykott“ und schob die „Arisierung“ voran. 1942 wurde Wahl auch Reichsverteidigungskommissar für den Gau.
Im Krieg stieg die Bedeutung der Rüstungsindustrie um Augsburg (MAN, Messerschmitt AG) enorm, auch wurden zahlreiche Zwangsarbeiter eingesetzt, für die der Gauleiter als Beauftragter Fritz Sauckels die Verantwortung trug.
Die Gauleitung hatte ihren Sitz in Augsburg. Eine Gauschulungsburg bestand in Blaichach, daneben die Ulrich-Graf-Burg (für den Landkreis Dillingen) ab 1937 in Bachhagel. Im Februar 1931 gründete Wahl die nationalsozialistische Neue National-Zeitung Augsburg, deren Herausgeber er bis 1945 blieb. Daneben gab der Gauverlag weitere Zeitungen heraus wie Schwabenland. Im Gaugebiet befanden sich zahlreiche Außenlager des KZ Dachau.
Gauleiter war
- Karl Wahl (1. Oktober 1928 – 1945)

Stellvertretende Gauleiter waren
- - Mathies Kellner (um 1934)
  - Franz Schmid MdR (17. März 1935 – 10. November 1937)
  - Georg Traeg MdR (15. Dezember 1937 – 9. September 1942)
  - Anton Mündler MdR (m. d. W. d. G. b., 15. Februar 1942 – 1945)

## Einzelbelege
1. ↑  Im Jahr 1954 gab er eine Rechtfertigungsschrift heraus: … es ist das deutsche Herz. Erlebnisse und Erkenntnisse eines ehemaligen Gauleiters, Selbstverlag, Augsburg 1954. Ein Neudruck erschien 1997: Aus Liebe zu Deutschland. 17 Jahre als Hitlers Gauleiter.
2. ↑  Blaichach
3. ↑  Bachhagel
4. ↑  Forum Augsburg